# 雷克斯·奥布里
雷克斯·奥布里（英語：Rex Aubrey，1935年2月4日—2021年4月20日），澳大利亚男子游泳运动员。他曾代表澳大利亚参加1954年大英帝国和英联邦运动会游泳比赛，获得一枚金牌和一枚铜牌。